# Licuala merguensis
Licuala merguensis är en enhjärtbladig växtart som beskrevs av Odoardo Beccari. Licuala merguensis ingår i släktet Licuala och familjen Arecaceae. Inga underarter finns listade i Catalogue of Life.